# Порт-Толбот Таун
Порт-Толбот Таун — валлійський футбольний клуб з міста Порт-Толбот. Виступає в Прем'єр-лізі Уельсу. Заснований у 1901 році, домашні матчі проводить на стадіоні «Вікторія Роад», який вміщує 6 000 глядачів.

## Досягнення
- Фіналіст Кубка валлійської ліги — 2005-06
- Фіналіст Кубка Уельсу — 2009-10